# Wonderful (musikalbum)
Wonderful är ett musikalbum av det brittiska ska/popbandet Madness från november 1999. Det var deras första studioalbum med alla sju originalmedlemmarna sedan Keep Moving från 1984. Det var även producenterna Clive Langers och Alan Winstanleys första album sedan 1980-talet.
Wonderful hyllades av (de flesta) kritikerna, det ansågs som ett av Madness bästa album. Försäljningen gick dock lite sämre, som bäst nådde det en sjuttonde plats på UK Albums Chart. Från albumet släpptes tre singlar: "Lovestruck", "Johnny The Horse" och "Drip Fed Fred".
Låten "Drip Fed Fred" gjordes med Ian Dury, vilket skulle bli hans sista inspelning. Wonderful är också tillägnat honom. "4 am" är en nyinspelad version av en låt från Graham McPhersons ("Suggs") soloalbum The Lone Ranger. "If I Didn't Care" är en cover från The Ink Spots.

## Låtlista
1. "Lovestruck" (Michael Barson, Lee Thompson) – 3:50
2. "Johnny The Horse" (Chas Smash) – 3:19
3. "The Communicator" (Chas Smash) – 3:20
4. "4 am" (Michael Barson, Graham McPherson) – 3:50
5. "The Wizard" (Chas Smash) – 3:27
6. "Drip Fed Fred" (Michael Barson, Lee Thompson) – 4:30
7. "Going to the Top" (Michael Barson) – 3:56
8. "Elysium" (Lee Thompson, Daniel Woodgate) – 3:52
9. "Saturday Night Sunday Morning" (Graham McPherson) – 4:14
10. "If I Didn't Care" (Jack Lawrence) – 4:25
11. "No Money" (Lee Thompson, Daniel Woodgate, Nick Woodgate) – 3:13

## Medverkande
Madness
- Graham McPherson – sång
- Michael Barson – keyboard
- Christopher Foreman – gitarr
- Mark Bedford – basgitarr
- Lee Thompson – saxofon
- Daniel Woodgate – trummor
- Chas Smash - sång, bakgrundssång, akustisk gitarr, trumpet

Bidragande musiker
- Ian Dury – sång (på "Drip Fed Fred")
- Steve Donnelly – gitarr, dobro
- Sarah Cracknell – bakgrundssång
- Michael Kersey – trombon
- Jason McDermid – trumpet
- Jason Bruer – saxofon
- Terry Edwards – saxofon
- Pablo Cook – slagverk

Produktion
- Robert Stimpson – design
- Clive Langer – producent
- Alan Winstanley – producent
- Mark Bishop – teknik